# Trần Thái Hòa
Trần Thái Hòa (sinh ngày 28 tháng 1 năm 1973) là một ca sĩ hải ngoại người Mỹ gốc Việt. Cuối năm 1993, anh được bảo lãnh sang Hoa Kỳ theo diện đoàn tụ và cư ngụ tại miền nam California cho đến nay.

## Tiểu sử
Trần Thái Hòa sinh ngày 28 tháng 1 năm 1973 tại Buôn Mê Thuột, là con thứ ba trong một gia đình có bốn người con. Song thân anh là người Huế, vào Buôn Mê Thuột sinh sống từ năm 1969. Đến năm 1982, thân phụ anh và người anh cả xuống TP.HCM, để qua năm 1983, hai người rời Việt Nam. Cho đến cuối năm 1993, những người còn lại trong gia đình – trong số đó có Trần Thái Hòa – được bảo lãnh sang Hoa Kỳ theo diện đoàn tụ và cư ngụ tại miền nam California cho đến nay.
Những năm đầu tiên ở Mỹ, Trần Thái Hòa theo học tại Santa Ana College cùng một lúc đi làm một số công việc vặt để giúp đỡ gia đình. Sau đó anh được học bổng để theo học trường đại học San Diego về ngành Khoa học Máy tính.
Thân phụ Trần Thái Hòa là một người biết nhạc nên đã chỉ dẫn cho anh một số căn bản để khi qua tới Mỹ, anh tiếp tục học hỏi thêm nơi một số giáo sư người Hoa Kỳ tại trường học và được cấp học bổng để theo ngành âm nhạc trong suốt 3 năm, từ 1997 đến 1999.
Ra đến hải ngoại, Trần Thái Hòa cũng đã tham gia vào những chương trình văn nghệ từ thiện và từng đi hát tại một số quán cà phê nhạc ở miền nam California hoặc trình diễn giúp vui tại các vũ trường.

## Sự nghiệp
"Đêm Lệ Thu" (1999)
Năm 1999, Trần Thái Hòa chính thức xuất hiện trong một chương trình ca nhạc đặc biệt dành cho nữ ca sĩ Lệ Thu với nhạc phẩm "Đâu phải bởi mùa thu" trong "Đêm Lệ Thu" tại vũ trường Majestic vào cuối tháng 9 năm 1999. 
Đêm nhạc Từ Công Phụng (2001)
Ngày 29 tháng 7 năm 2001, Trần Thái Hòa xuất hiện trong đêm nhạc Từ Công Phụng với chủ đề "Những tình khúc cho ngàn sau" vào do một nhóm thân hữu của nhạc sĩ họ Từ tổ chức tại rạp Mexican Heritage Plaza ở San Jose, California. 
Trung tâm Thuý Nga (2001)
Trần Thái Hòa đã được trung tâm Thúy Nga để ý và trong năm 2001 đã chính thức mời anh cộng tác, khởi đầu trong những chương trình "Paris By Night" 60 và 61. Trần Thái Hòa xuất hiện lần đầu tiên trong video mang chủ đề "Thất tình" (Paris By Night 60) với nhạc phẩm "Xin một ngày mai có nhau", song ca với Trúc Quỳnh.
Trong video "Paris By Night" 61 với chủ đề "Sân khấu cuộc đời" Thái Hòa đơn ca nhạc phẩm "Đường em đi".

## Gia đình
Anh: Trần Tường Huy
Chị: Trần Thị Hải Vân
Em: Trần Hòa Hiệp

## Album

### CD

#### Solo album
- Cô láng giềng 2002 (Thuý Nga) (TNCD266)

- 1. Cô láng giềng (Nhạc sĩ: Hoàng Quý)
- 2. Cây đàn bỏ quên (Nhạc sĩ: Phạm Duy)
- 3. Đường em đi (Nhạc sĩ: Phạm Duy)
- 4. Con đường tình ta đi (Nhạc sĩ: Phạm Duy)
- 5. Màu mắt nhung (Nhạc sĩ: Đức Huy)
- 6. Ở nơi nào em còn nhớ (Nhạc sĩ: Ngô Thuỵ Miên)
- 7. Có bao giờ em hỏi (Thơ: Duyên Anh; Nhạc sĩ: Phạm Duy)
- 8. Dốc mơ (Nhạc sĩ: Ngô Thuỵ Miên)
- 9. Tiếng mưa đêm (Nhạc sĩ: Đức Huy)
- 10. Mái tranh chiều (Nhạc sĩ: Hoàng Thi Thơ)

- Cõi vắng 2004 (Thuý Nga) (TNCD315)

- 1. Thuở ấy có em (Nhạc sĩ: Huỳnh Anh)
- 2. Hạt mưa buồn (Nhạc sĩ: Diệu Hương)
- 3. Chuyện tình buồn (Nhạc sĩ: Phạm Duy)
- 4. Một thoáng mơ phai (Nhạc sĩ: Trường Sa)
- 5. Cõi vắng (Nhạc sĩ: Diệu Hương)
- 6. Hai năm tình lận đận (Thơ: Nguyễn Tất Nhiên; Nhạc sĩ: Phạm Duy)
- 7. Trả lại em yêu (Nhạc sĩ: Phạm Duy) - Hát với Loan Châu
- 8. Mùa hoa bỏ lại (Nhạc sĩ: Việt Anh)
- 9. Nghe những tàn phai (Nhạc sĩ: Trịnh Công Sơn)
- 10. Áo anh sứt chỉ đường tà (Thơ: Hữu Loan; Nhạc sĩ: Phạm Duy)

- Đêm đông 2004 (Thuý Nga) (TNCD334)

- 1. Đêm đông (Nhạc sĩ: Nguyễn Văn Thương)
- 2. Nơi nào em có biết (Thơ: Trường Đinh; Nhạc sĩ: Ngô Thuỵ Miên)
- 3. Những chiều không có em (Nhạc sĩ: Trường Hải)
- 4. Hờn ghen (Nhạc nước ngoài; Lời Việt: Phạm Duy) - Bài gốc: "Jalousi"
- 5. Trở về mái nhà xưa (Nhạc nước ngoài; Lời Việt: Phạm Duy) - Bài gốc: "Come back to sorrento"
- 6. Mơ hoa (Nhạc sĩ: Hoàng Giác)
- 7. Mưa lệ (Nhạc sĩ: Lam Phương)
- 8. Mưa tím (Nhạc sĩ: Trương Quang Tuấn)
- 9. Người em sáng trong cô độc (Thơ: Nguyên Sa; Nhạc sĩ: Ngô Thuỵ Miên)
- 10. Dạ quỳnh hương (Nhạc sĩ: Phạm Anh Dũng)

- Tình khúc Lê Uyên Phương 2006 (Thuý Nga) (TNCD371)

- 1. Buồn đến bao giờ (Nhạc sĩ: Lê Uyên Phương)
- 2. Cho lần cuối (Nhạc sĩ: Lê Uyên Phương)
- 3. Dạ khúc cho tình nhân (Nhạc sĩ: Lê Uyên Phương)
- 4. Đá xanh (Nhạc sĩ: Lê Uyên Phương)
- 5. Đêm chợ phiên mùa đông (Nhạc sĩ: Lê Uyên Phương)
- 6. Đưa người tuyệt vọng (Nhạc sĩ: Lê Uyên Phương)
- 7. Hãy ngồi xuống đây (Nhạc sĩ: Lê Uyên Phương)
- 8. Không nhìn nhau lần cuối (Nhạc sĩ: Lê Uyên Phương)
- 9. Lời gọi chân mây (Nhạc sĩ: Lê Uyên Phương)
- 10. Một ngày vui mùa đông (Nhạc sĩ: Lê Uyên Phương)
- 11. Nỗi buồn dâng hiến (Nhạc sĩ: Lê Uyên Phương)
- 12. Ngồi lại trên đồi (Nhạc sĩ: Lê Uyên Phương)
- 13. Tình khúc cho em (Nhạc sĩ: Lê Uyên Phương)
- 14. Vũng lầy của chúng ta (Nhạc sĩ: Lê Uyên Phương)

- Những tình khúc chọn lọc 2006 (Thuý Nga) (TNCD382)

- 1. Rồi mai tôi đưa em (Nhạc sĩ: Trường Sa)
- 2. Em gắng chờ (Nhạc sĩ: Huỳnh Anh)
- 3. Thu về trong mắt em (Nhạc sĩ: Phạm Mạnh Cương)
- 4. Bài không tên số 8 (Nhạc sĩ: Vũ Thành An)
- 5. Nhạt nhoà (Nhạc sĩ: Tuấn Khanh)
- 6. Trên ngọn tình sầu (Nhạc sĩ: Từ Công Phụng)
- 7. Tóc mai sợi vắn sợi dài (Nhạc sĩ: Phạm Duy) - Hát với Ngọc Hạ
- 8. Nỗi đau từ đấy (Nhạc sĩ: Ngô Thuỵ Miên)
- 9. Tôi đi giữa hoàng hôn (Nhạc sĩ: Văn Phụng)
- 10. Paris và em (Nhạc sĩ: Tùng Giang)
- 11. Nhớ một chiều xuân (Nhạc sĩ: Nguyễn Văn Đông)
- 12. Biết bao giờ trở lại (Nhạc sĩ: Ngô Thuỵ Miên)
- 13. Hoa bướm ngày xưa (Nhạc sĩ: Nguyễn Hiền) - Hát với Như Quỳnh
- 14. Xuân tha hương (Nhạc sĩ: Phạm Đình Chương)

- Bao giờ biết tương tư 2007 (Thuý Nga) (TNCD404)

- 1. Bao giờ biết tương tư (Nhạc sĩ: Phạm Duy; Ngọc Chánh)
- 2. Một mình (Nhạc sĩ: Lam Phương)
- 3. Ta (Thơ: Phạm Ngọc; Nhạc sĩ: Quốc Dũng)
- 4. Rưng rưng lệ (Nhạc sĩ: Vũ Thành An)
- 5. Khoảng cách (Nhạc sĩ: Quốc Dũng)
- 6. Lá rơi bên thềm (Nhạc sĩ: Lê Trọng Nguyễn; Nguyễn Hiền)
- 7. Nắng hạ (Nhạc sĩ: Nguyễn Trung Cang)
- 8. Dạ khúc cuối (Nhạc sĩ: Hoàng Thanh Tâm)
- 9. Tình rơi (Nhạc sĩ: Hồ Đăng Long)
- 10. Trở về bến mơ (Nhạc sĩ: Ngọc Bích)
- 11. Cuối cùng cho một tình yêu (Thơ: Trịnh Cung; Nhạc sĩ: Trịnh Công Sơn)
- 12. Hương mộc lan (Nhạc sĩ: Hoàng Trọng; Lời: Lan Đình, Hương Giang)

- Tình khúc tiền chiến 2009 (Thuý Nga) (TNCD447)

- 1. Cung đàn xưa (Nhạc sĩ: Văn Cao)
- 2. Lá thư (Nhạc sĩ: Đoàn Chuẩn; Từ Linh)
- 3. Lá đổ muôn chiều (Nhạc sĩ: Đoàn Chuẩn; Từ Linh)
- 4. Bóng chiều tà (Nhạc sĩ: Nhật Bằng)
- 5. Suối mơ (Nhạc sĩ: Văn Cao)
- 6. Trương Chi (Nhạc sĩ: Văn Cao)
- 7. Gởi gió cho mây ngàn bay (Nhạc sĩ: Đoàn Chuẩn; Từ Linh)
- 8. Dừng bước giang hồ (Nhạc sĩ: Hoàng Trọng)
- 9. Đêm thu (Nhạc sĩ: Đặng Thế Phong)
- 10. Dạ khúc (Nhạc sĩ: Nguyễn Văn Quý)

- Nhạc vàng chọn lọc 2012

- 1. Mười năm yêu em (Nhạc sĩ: Trầm Tử Thiêng)
- 2. Xin còn gọi tên nhau (Nhạc sĩ: Trường Sa)
- 3. Trở về mái nhà xưa (Nhạc nước ngoài; Lời Việt: Phạm Duy) - Bài gốc: "Come back to sorrento"
- 4. Ở đâu cũng có em (Nhạc sĩ: Trần Quảng Nam)
- 5. Niệm khúc cuối (Nhạc sĩ: Ngô Thụy Miên) - Hát với Thanh Hà
- 6. Thôi (Nhạc sĩ: Y Vân; Nguyễn Long)
- 7. Liên khúc: Mắt thu, Tuổi xa người (Nhạc sĩ: Ngô Thụy Miên; Từ Công Phụng) - Hát với Hương Giang
- 8. Xót xa (Nhạc sĩ: Tô Thanh Tùng)
- 9. Ngày đó chúng mình (Nhạc sĩ: Phạm Duy)
- 10. Người đi qua đời tôi (Nhạc sĩ: Phạm Đình Chương)
- 11. Liên khúc: Đời đá vàng, Tưởng niệm (Nhạc sĩ: Vũ Thành An; Trầm Tử Thiêng) - Hát với Khánh Hà
- 12. Hạ trắng (Nhạc sĩ: Trịnh Công Sơn)
- 13. Liên khúc: Còn gì nữa đâu, Kiếp nào có yêu nhau (Nhạc sĩ: Phạm Duy) - Hát với Ngọc Hạ
- 14. Cô hàng nước (Nhạc sĩ: Vũ Minh)

- Ru khúc tàn phai vol. 3 2012 (Vichiban)

- 1. Ru khúc tàn phai (Nhạc sĩ: Trần Thiết Hùng)
- 2. Tóc gió thôi bay (Nhạc sĩ: Trần Tiến)
- 3. Màu của lãng quên (Nhạc sĩ: Việt Anh)
- 4. Ru tình (Nhạc sĩ: Trịnh Công Sơn)
- 5. Chị tôi (Nhạc sĩ: Trần Tiến)
- 6. Trả lại cuộc tình lỡ (Nhạc sĩ: Nguyên Hà)
- 7. Đêm nhớ về Sài Gòn (Nhạc sĩ: Trầm Tử Thiêng)
- 8. Hà Nội mùa vắng những cơn mưa (Nhạc sĩ: Trương Quý Hải)
- 9. Cho người tình lỡ (Nhạc sĩ: Hoàng Nguyên)
- 10. Người về (Nhạc sĩ: Phạm Duy)

- Quên đi... tình yêu cũ 2013

- 1. Quên đi tình yêu cũ (Nhạc sĩ: Trịnh Nam Sơn)
- 2. Mùa đông sắp đến (Nhạc sĩ: Đức Huy)
- 3. Một lần nào cho tôi gặp lại em (Nhạc sĩ: Vũ Thành An)
- 4. Tình đã vụt bay (Nhạc sĩ: Vũ Tuấn Đức)
- 5. Nay em về đâu (Nhạc sĩ: Hoàng Sa; Lê Đức Phong)
- 6. Bài không tên số 6 (Nhạc sĩ: Vũ Thành An)
- 7. Tóc em chưa úa nắng hè (Nhạc sĩ: Phạm Mạnh Cương)
- 8. Trăng úa sao mờ (Nhạc sĩ: Vũ Tuấn Đức)
- 9. Đành thôi giã từ (Nhạc sĩ: Nguyên Lam)
- 10. Trên tháng ngày đã qua (Nhạc sĩ: Từ Công Phụng)
- 11. Bài hát cho người kỹ nữ (Nhạc sĩ: Song Ngọc)
- 12. Buồn ơi, chào mi (Nhạc sĩ: Nguyễn Ánh 9)

#### Duet CDs
- Khắc khoải, Buồn tàn thu 2006 (Thuý Nga) (TNCD282) - Trần Thái Hòa, Ngọc Hạ

- 1. Mái đình làng biển - Ngọc Hạ (Nhạc sĩ: Nguyễn Cường)
- 2. Xóm đêm - Trần Thái Hoà (Nhạc sĩ: Phạm Đình Chương)
- 3. Buồn tàn thu - Ngọc Hạ (Nhạc sĩ: Văn Cao)
- 4. Mắt buồn - Trần Thái Hoà (Thơ: Lưu Trọng Lư; Nhạc sĩ: Phạm Đình Chương)
- 5. Em tôi - Ngọc Hạ (Thơ: Xuân Trường; Nhạc sĩ: Thuận Yến)
- 6. Đường về miền Bắc - Trần Thái Hoà (Nhạc sĩ: Đoàn Chuẩn; Từ Linh)
- 7. Mình ơi - Ngọc Hạ (Nhạc sĩ: Diệu Hương)
- 8. Khắc khoải - Trần Thái Hoà (Nhạc sĩ: Diệu Hương)
- 9. Thu trong mắt em - Trần Thái Hoà (Nhạc sĩ: Ngô Thuỵ Miên)
- 10. Từ giọng hát em - Ngọc Hạ (Nhạc sĩ: Ngô Thuỵ Miên)

### DVD
- The best of Trần Thái Hòa from Paris By Night, 2008
  1. Cô Láng Giềng (Hoàng Quý) PBN 62
  2. Đường Em Đi (Phạm Duy) PBN 61
  3. Có Bao Giờ Em Hỏi (Phạm Duy & Duyên Anh) PBN 63
  4. Nhạt Nhòa (Tuấn Khanh) PBN 64
  5. Khắc Khoải (Diệu Hương) PBN 65
  6. Nỗi Đau Từ Đấy (Ngô Thụy Miên) PBN 66
  7. Áo Anh Sứt Chỉ Đường Ta (Phạm Duy, Hữu Loan) PBN 67
  8. Cõi Vắng (Diệu Hương) PBN 68
  9. Rồi Mai Tôi Đưa Em (Trường Sa) PBN 70
  10. Thuở Ấy Có Em (Huỳnh Anh) PBN 71
  11. Đêm Đông (Nguyễn Văn Thương) PBN 72
  12. Em Gắng Chờ (Huỳnh Anh) PBN 74
  13. Hoa Bướm Ngày Xưa (Nguyễn Hiền) - Trần Thái Hòa & Như Quỳnh PBN 74
  14. Xuân Tha Hương (Phạm Đình Chương) PBN 76
  15. Biết Bao Giờ Trở Lại (Ngô Thụy Miên) PBN 77
  16. Paris Và Em (Tùng Giang) PBN 78
  17. Tình Rơi (Hồ Đăng Long) PBN 82
  18. Chờ Một Kiếp Mai (Xuân Tiên) PBN 83

### Trình diễn trên sân khấu
Thuý Nga (Paris by night / Liveshow)
| STT | Số                   | Chương trình                                                                      | Tên bài hát                                                                  | Nhạc sĩ                                                          | Các nghệ sĩ thể hiện cùng |
| --- | -------------------- | --------------------------------------------------------------------------------- | ---------------------------------------------------------------------------- | ---------------------------------------------------------------- | --- |
| 101 | 137                  | 40 Năm Hành Trình (Phần 2) - Tác Giả Tác Phẩm                                     | Em Còn Nhớ Mùa Xuân                                                          | Ngô Thụy Miên                                                    | |
| 100 | 136                  | 40 Năm Hành Trình                                                                 | Lời Yêu Cuối & Con Quỳ Lạy Chúa Trên Trời                                    | Lam Phương & Phạm Duy, thơ: Nhất Tuấn                            | Hương Giang |
| 99  | 135                  | Từ Công Phụng - Trên Ngọn Tình Sầu                                                | Giữ Đời Cho Nhau                                                             | Từ Công Phụng, thơ: Du Tử Lê                                     | Từ Công Phụng, Tuấn Ngọc, Thái Hiền, Ý Lan, Anh Dũng, Bằng Kiều, Trần Thu Hà, Ngọc Anh, Ngọc Hạ, Hồ Hoàng Yến, Đình Bảo, Thiên Tôn, Lam Anh, Vasa Diệu Nga, Như Ý                                                                                    |
| 98  | 135                  | Từ Công Phụng - Trên Ngọn Tình Sầu                                                | Từ Khúc                                                                      | Từ Công Phụng                                                    | Ngọc Anh |
| 97  | 135                  | Từ Công Phụng - Trên Ngọn Tình Sầu                                                | Mòn Mỏi                                                                      | Từ Công Phụng                                                    | |
| 96  | 135                  | Từ Công Phụng - Trên Ngọn Tình Sầu                                                | Trên Ngọn Tình Sầu                                                           | Từ Công Phụng, thơ: Du Tử Lê                                     | Ngọc Hạ, Đình Bảo, Lam Anh, Từ Công Phụng |
| 95  | 134                  | Tại Bangkok - Nguyễn Ngọc Ngạn - Lời Cảm Ơn                                       | Hơn Một Lời Cảm Ơn                                                           | Ngô Minh Tài                                                     | Hợp Ca |
| 94  | 134                  | Tại Bangkok - Nguyễn Ngọc Ngạn - Lời Cảm Ơn                                       | LK Phú Quang: Lang Thang, Gửi Một Tình Yêu, Muộn                             | Phú Quang, thơ: Phạm Thị Ngọc Liên, Từ Kế Tường, Thái Thăng Long | Ngọc Anh |
| 93  | 133                  | Nguyễn Ngọc Ngạn - The Farewell                                                   | Đưa Em Qua Cánh Đồng Vàng                                                    | Hoàng Thi Thơ                                                    | Ngọc Hạ |
|     |                      | Con Thương Nhớ Mẹ                                                                 | Đường Xưa Lối Cũ                                                             | Hoàng Thi Thơ                                                    | Thiên Tôn, Đình Bảo |
|     |                      | Con Thương Nhớ Mẹ                                                                 | Chợt Nhớ                                                                     | Nhật Trung                                                       | |
| 92  | 132                  | Xuân Với Đời Sống Mới                                                             | Đêm Xuân                                                                     | Phạm Duy                                                         | |
|     |                      | Le Gala Du Coeur - Gửi Tình Thương Về Sài Gòn                                     | Đêm Nhớ Về Sài Gòn                                                           | Trầm Tử Thiêng                                                   | |
|     | Biết Bao Giờ Trở Lại | Le Gala Du Coeur - Gửi Tình Thương Về Sài Gòn                                     | Ngô Thụy Miên                                                                |                                                                  | |
|     |                      | Hãy Yêu Như Chưa Yêu Lần Nào                                                      | Biết Bao Giờ Trở Lại                                                         | Ngô Thụy Miên                                                    | |
| 91  | 130                  | Tại Singapore                                                                     | Yêu                                                                          | Trần Thiện Thanh                                                 | |
| 90  | 129                  | Dynasty                                                                           | Trong Giấc Mơ Em                                                             | Trường Sa                                                        | |
|     |                      | Paris By Night 128 VIP Party                                                      | Anh Chờ Em Trở Lại, Những Bước Chân Âm Thầm, Nếu Có Yêu Tôi                  | Hoàng Nguyên, Y Vân, Kim Tuấn, Trần Duy Đức, Ngô Tịnh Yên        | Thanh Hà, Thiên Tôn |
| 89  | 128                  | Hành trình 35 năm - Phần 3 - Fell the Lights                                      | Nơi Ánh Sáng Quay Về                                                         | Tùng Châu, Hamlet Trương                                         | Lam Anh |
| 88  | 127                  | Hành trình 35 năm - Phần 2                                                        | Vinh Quy Bái Tổ                                                              | Nguyễn Duy Hùng                                                  | |
| 87  | 126                  | Hành trình 35 năm                                                                 | Nếu Anh Quên Tất Cả                                                          | Trần Lê Quỳnh                                                    | Ngọc Anh |
| 86  | 126                  | Hành trình 35 năm                                                                 | Tình Yêu Xây Đắp Nhân Gian                                                   | Hamlet Trương                                                    | Minh Tuyết, Như Loan, Lam Anh, Ngọc Anh, Nguyễn Hồng Nhung, Trần Thái Hoà, Bằng Kiều, Lương Tùng Quang, Dương Triệu Vũ |
| 85  | 125                  | Chiều mưa biên giới                                                               | Khúc Tình Ca Hàng Hàng Lớp Lớp                                               | Nguyễn Văn Đông                                                  | Hoàng Oanh, Thanh Tuyền, Giao Linh, Vũ Khanh, Anh Khoa, Ý Lan, Anh Dũng, Don Hồ, Ngọc Anh, Minh Tuyết, Nguyễn Hồng Nhung, Thiên Tôn, Đình Bảo, Hương Thủy, Mai Thiên Vân, Lam Anh, Hạ Vy, Khải Đăng, Hà Thanh Xuân, Châu Ngọc Hà                     |
| 84  | 125                  | Chiều mưa biên giới                                                               | Đom Đóm                                                                      | Phượng Linh                                                      | Hoàng Nhung |
| 83  | 125                  | Chiều mưa biên giới                                                               | Anh                                                                          | Nguyễn Văn Đông                                                  | |
| 82  | 124                  | Anh cho em mùa xuân                                                               | Tháng Giêng Và Anh                                                           | Ngô Thụy Miên, Nguyên Sa                                         | |
|     |                      | Gió Mùa Xuân Tới                                                                  | Mùa Xuân Đầu Tiên                                                            | Tuấn Khanh                                                       | Hoàng Nhung |
|     |                      | Gió Mùa Xuân Tới                                                                  | Em Đến Thăm Anh Đêm 30                                                       | Vũ Thành An, thơ: Nguyễn Đình Toàn                               | |
|     |                      | Paris By Night Divos                                                              | Tình khúc Cho Em                                                             | Lê Uyên Phương                                                   | Đình Bảo |
|     |                      | Paris By Night Divos                                                              | Dấu Tình Sầu                                                                 | Ngô Thụy Miên                                                    | |
|     |                      | Paris By Night Divos                                                              | Đàn Bà                                                                       | Song Ngọc                                                        | Don Hồ, Bằng Kiều, Quang Dũng, Đan Nguyên, Thiên Tôn, Đình Bảo |
|     |                      | Paris By Night Gloria 3                                                           | Dư Âm Mùa Giáng Sinh                                                         | Ngân Giang                                                       | |
| 81  | 123                  | Ảo Ảnh                                                                            | Trong Nỗi Nhớ Muộn Màng                                                      | Ngô Thuỵ Miên                                                    | Ngọc Hạ |
| 80  | 118                  | 50 năm âm nhạc Đức Huy                                                            | Cơn Mưa Phùn                                                                 | Đức Huy                                                          | |
| 79  | 117                  | Vườn hoa âm nhạc                                                                  | Dưới Giàn Hoa Cũ                                                             | Tuấn Khanh                                                       | |
|     |                      | Hội Ngộ Táo Quân                                                                  | Bến Xuân                                                                     | Văn Cao                                                          | |
| 78  | 116                  | Nụ cười đầu năm                                                                   | Hoài Cảm (Bài 23)                                                            | Cung Tiến                                                        | Ngọc Anh, Thiên Tôn, Đình Bảo |
| 77  | 115                  | Nét đẹp Á Đông - Asian Beauty                                                     | LK Nắng Thủy Tinh, Như Một Lời Chia Tay, Có Một Dòng Sông Đã Qua Đời (Bài 2) | Trịnh Công Sơn                                                   | Hương Giang |
| 76  | 114                  | 1975 - 2015 - Tôi là người Việt Nam                                               | Hận Ly Hương (Bài 3)                                                         | Anh Hoa; Ngọc Long                                               | |
| 75  | 113                  | Mừng tuổi mẹ                                                                      | Thư xuân hải ngoại (Bài 11)                                                  | Trầm Tử Thiêng                                                   | |
| 74  | 113                  | Mừng tuổi mẹ                                                                      | Những Gì Đẹp Nhất (Bounus, Bài 5)                                            | Hoài An                                                          | Lam Anh |
|     |                      | Paris By Night Gloria 2                                                           | Xin Chúa Thấu Lòng Con (Bài 11)                                              | Nguyễn Văn Đông                                                  | |
| 73  | 112                  | Đông                                                                              | Một Ngày Vui Mùa Đông (Đĩa 1, Bài 1)                                         | Lê Uyên Phương                                                   | Ngọc Anh |
| 72  | 112                  | Đông                                                                              | Hai Mùa Noel (Đĩa 3, Bài 7)                                                  | Nguyễn Vũ                                                        | Minh Tuyết |
| 71  | 111                  | S                                                                                 | Tình Hoài Hương (Bài 1)                                                      | Phạm Duy                                                         | Thiên Tôn, Đình Bảo, Hạ Vy, Tóc Tiên, Mai Thiên Vân, Ngọc Anh, Như Quỳnh, Quỳnh Vi |
| 70  | 111                  | S                                                                                 | Mộng Sầu (Bài 12)                                                            | Trầm Tử Thiêng                                                   | Hương Giang |
| 69  | 110                  | Phát lộc đầu năm                                                                  | Nàng xuân của tôi (Bài 16)                                                   | Nguyễn Hữu Thiết                                                 | |
| 68  | 110                  | Phát lộc đầu năm                                                                  | Phút Giao Thừa Dịu Êm (Bài 29)                                               | Nguyễn Kim Tuấn                                                  | Trịnh Lam, Thiên Tôn, Đình Bảo, Ngọc Anh, Quỳnh Vi, Thanh Hà, Tóc Tiên |
|     |                      | Paris By Night Gloria                                                             | Mừng Chúa Ra Đời (Bài 6)                                                     |                                                                  | |
|     |                      | Paris By Night 109 VIP Party                                                      | Ảo ảnh (Đĩa 1, Bài 16)                                                       | Y Vân                                                            | Lam Anh |
| 67  | 109                  | 30th Anniversary                                                                  | Hát Mãi Bài Tình Ca                                                          | Thái Thịnh                                                       | Hợp Ca |
| 66  | 109                  | 30th Anniversary                                                                  | Vũng Lầy Của Chúng Ta (Bài 17)                                               | Lê Uyên Phương                                                   | Thanh Hà |
| 65  | 108                  | Thời gian / Time                                                                  | Bảy Ngày Đợi Mong (Bài 19)                                                   | Trần Thiện Thanh                                                 | Quỳnh Vi |
| 64  | 107                  | Nguyễn Ngọc Ngạn: 20 năm sân khấu                                                 | Đôi Mắt Người Sơn Tây (Đĩa 1, Bài 19)                                        | Phạm Đình Chương; thơ Quang Dũng                                 | |
| 63  | 107                  | Nguyễn Ngọc Ngạn: 20 năm sân khấu                                                 | Ô Mê Ly (Đĩa 2, Bài 22)                                                      | Văn Phụng; Văn Khôi                                              | Như Quỳnh, Thế Sơn, Thanh Hà, Don Hồ, Ngọc Anh |
| 62  | 106                  | Lụa / Silk                                                                        | LK Chợt Nhớ, Tình Trái Ngang (Bài 23)                                        | Nhật Trung                                                       | Lam Anh |
| 61  | 105                  | Người tình - The Lovers                                                           | Tình khúc buồn (Bài 3)                                                       | Ngô Thụy Miên                                                    | |
|     |                      | Paris By Night 104 VIP Party                                                      | Chờ (Bài 9)                                                                  | Lam Phương                                                       | |
| 60  | 104                  | Beginnings                                                                        | Mười năm yêu em (Bài 11)                                                     | Trầm Tử Thiêng                                                   | |
| 59  | 103                  | Tình sử trong âm nhạc Việt Nam                                                    | Người đi qua đời tôi (Bài 3)                                                 | Phạm Đình Chương; Thơ: Trần Dạ Từ                                | |
| 58  | 102                  | Nhạc yêu cầu - Tình ca Lam Phương                                                 | Xót xa (Bài 21)                                                              | Lam Phương                                                       | |
| 57  | 101                  | Hạnh phúc đầu năm                                                                 | Nụ Cười Sơn Cước (Bài 23)                                                    | Tô Hải                                                           | |
|     |                      | Paris By Night 100 VIP Party                                                      | Trái tim còn trinh (Bài 17)                                                  | Lời Việt: Phạm Duy                                               | Quỳnh Vi |
| 56  | 100                  | Ghi nhớ một chặng đường                                                           | Ngày Đó Chúng Mình (Bài 6)                                                   | Phạm Duy                                                         | Ngọc Hạ |
| 55  | 100                  | Ghi nhớ một chặng đường                                                           | Belle (Bài 15)                                                               | Nhạc Pháp, Lời Việt: Thái Thịnh                                  | Thế Sơn, Trịnh Lam |
| 54  | 99                   | Tôi là người Việt Nam                                                             | Tình Ca (Bài 1)                                                              | Phạm Duy                                                         | Như Quỳnh, Mai Thiên Vân, Ngọc Anh, Nguyệt Anh, Hương Thủy, Hương Giang, Quỳnh Vi, Hồ Lệ Thu, Thế Sơn, Quang Lê, Trịnh Lam |
| 53  | 99                   | Tôi là người Việt Nam                                                             | Ở Đâu Cũng Có Em (Bài 6)                                                     | Trần Quảng Nam                                                   | |
| 52  | 98                   | Fly with us to Las Vegas                                                          | LK Còn Gì Nữa Đâu & Kiếp Nào Có Yêu Nhau (Bài 2)                             | Phạm Duy                                                         | Ngọc Hạ |
| 51  | 98                   | Fly with us to Las Vegas                                                          | Con Đường Màu Xanh (Bài 25)                                                  | Trịnh Nam Sơn                                                    | Thủy Tiên |
| 50  | 96                   | Nhạc yêu cầu 2: Song ca                                                           | LK Đời Đá Vàng & Tưởng Niệm (Bài 3)                                          | Vũ Thành An; Trầm Tử Thiêng                                      | Khánh Hà |
| 49  | 96                   | Nhạc yêu cầu 2: Song ca                                                           | LK Qua Cầu Gió Bay & Buôn Bắc Buôn Dầu (Bài 15)                              |                                                                  | Ngọc Hạ |
| 48  | 95                   | 25th Anniversary - Cảm ơn Cuộc đời - Phần 2 (25th Anniversary - Thank You, Life!) | Nếu Chỉ Còn Một Ngày Để Sống (Bài 1)                                         | Hoài An                                                          | Khánh Ly, Khánh Hà, Bằng Kiều, Thế Sơn, Don Hồ, Minh Tuyết, Quang Lê, Mai Thiên Vân, Hương Thủy, Hồ Lệ Thu, Trúc Lam, Trúc Linh, Tú Quyên, Dương Triệu Vũ, Quỳnh Vi, Ngọc Liên, Lương Tùng Quang, Lưu Việt Hùng, Nguyệt Anh, Hương Giang             |
| 47  | 95                   | 25th Anniversary - Cảm ơn Cuộc đời - Phần 2 (25th Anniversary - Thank You, Life!) | Xin còn gọi tên nhau (Bài 15)                                                | Trường Sa                                                        | |
| 46  | 93                   | Celebrity Dancing - Khiêu vũ của các ngôi sao                                     | Cha cha: Thôi (Bài 3)                                                        | Y Vân; Nguyễn Long                                               | |
| 45  | 92                   | Nhạc yêu cầu                                                                      | LK Mắt Thu & Tuổi Xa Người (Bài 4)                                           | Ngô Thụy Miên; Từ Công Phụng                                     | Hương Giang |
| 44  | 91                   | Huế, Sài Gòn, Hà Nội                                                              | Trích đoạn Con Đường Cái Quan: Từ Miền Bắc (Bài 1)                           | Phạm Duy                                                         | Quỳnh Vi, Thế Sơn, Bằng Kiều, Quang Lê, Dương Triệu Vũ, Trịnh Lam |
| 43  | 91                   | Huế, Sài Gòn, Hà Nội                                                              | Trích đoạn Con đường cái quan: Qua miền Trung (Bài 8)                        | Phạm Duy                                                         | Mai Thiên Vân, Dương Triệu Vũ, Trịnh Lam, Lưu Việt Hùng, Nguyễn Hoàng Nam |
| 42  | 91                   | Huế, Sài Gòn, Hà Nội                                                              | Trở về (Bài 13)                                                              | Châu Kỳ                                                          | |
| 41  | 90                   | Chân dung người phụ nữ Việt Nam                                                   | Cô Hàng Nước (Bài 4)                                                         | Vũ Minh                                                          | |
| 40  | 89                   | Tại Hàn Quốc (In Korea)                                                           | Hạ Trắng (Bài 15)                                                            | Trịnh Công Sơn                                                   | |
| 39  | 88                   | Lam Phương - Đường về quê hương                                                   | Đoàn Người Lữ Thứ (Bài 1)                                                    | Lam Phương                                                       | Thế Sơn, Lương Tùng Quang, Dương Triệu Vũ, Trịnh Lam, Huy Tâm, Tâm Đoan, Hương Thủy, Ngọc Liên, Ngọc Loan, Quỳnh Vi, Hương Giang |
| 38  | 88                   | Lam Phương - Đường về quê hương                                                   | Liên khúc: Trăm nhớ ngàn thương; Tình bơ vơ (Bài 21)                         | Lam Phương                                                       | Ngọc Liên |
| 37  | 86                   | PBN Talent Show - Semi-Finals                                                     | Khoảng cách (Bài 23)                                                         | Quốc Dũng                                                        | |
| 36  | 85                   | Xuân trong kỷ niệm                                                                | Xuân nghệ sĩ hành khúc (Bài 1)                                               | Lê Yên                                                           | Nguyễn Hưng, Thế Sơn, Quang Lê, Lương Tùng Quang |
| 35  | 85                   | Xuân trong kỷ niệm                                                                | Bến xuân (Bài 10)                                                            | Văn Cao                                                          | Khánh Ly |
| 34  | 85                   | Xuân trong kỷ niệm                                                                | Xuân Trong Rừng Thẳm (Bài 24)                                                | Trần Anh Mai                                                     | Thế Sơn, Tiến Dũng (Bè phụ họa: Hương Thủy, Tâm Đoan, Ngọc Liên) |
| 33  | 84                   | In Atlanta - Passport to Music & Fashion (Âm nhạc và Thời trang)                  | Niệm khúc cuối (Bài 10)                                                      | Ngô Thụy Miên                                                    | Thanh Hà |
| 32  | 83                   | Những khúc hát ân tình                                                            | Chờ Một Kiếp Mai (Bài 2)                                                     | Xuân Tiên; Ngọc Bích                                             | |
| 31  | 83                   | Những khúc hát ân tình                                                            | Về Dưới Mái Nhà (Bài 6)                                                      | Xuân Tiên; Y Vân                                                 | Quang Lê, Thế Sơn |
| 30  | 83                   | Những khúc hát ân tình                                                            | Tình Khúc Chiều Mưa (Bài 26)                                                 | Nguyễn Ánh 9                                                     | Bằng Kiều, Lương Tùng Quang, Minh Tuyết, Ngọc Liên, Angela Trâm Anh |
| 29  | 82                   | Tiếu Vương Hội                                                                    | Tình Rơi (Bài 10)                                                            | Hồ Đăng Long                                                     | |
| 28  | 81                   | Âm nhạc không biên giới 2                                                         | If you go away (Bài 24)                                                      |                                                                  | |
| 27  | 80                   | Tết khắp mọi nhà                                                                  | Nhớ Một Chiều Xuân (Bài 4)                                                   | Nguyễn Văn Đông                                                  | |
| 26  | 79                   | Dreams                                                                            | Tóc Mai Sợi Vắn Sợi Dài (Bài 3)                                              | Phạm Duy                                                         | Ngọc Hạ |
| 25  | 79                   | Dreams                                                                            | Nếu Không Có Em Bên Đời (Bài 18)                                             | Lời Việt: Vũ Xuân Hùng                                           | Như Loan |
| 24  | 78                   | Đường xưa                                                                         | Paris Và Em (Bài 23)                                                         |                                                                  | |
| 23  | 77                   | 30 năm viễn xứ                                                                    | Lời Cảm Ơn                                                                   | Ngô Thụy Miên; Hạ Đỏ Bích Phượng                                 | Khánh Ly, Lệ Thu, Hoàng Oanh, Tuấn Ngọc, Khánh Hà, Như Quỳnh, Minh Tuyết, Bằng Kiều, Thu Phương, Lưu Bích, Nguyễn Hưng, Thủy Tiên, Bảo Hân, Lương Tùng Quang, Thế Sơn, Quang Lê, Như Loan, Loan Châu, Tâm Đoan, Hồ Lệ Thu, Vân Quỳnh, Dương Triệu Vũ |
| 22  | 77                   | 30 năm viễn xứ                                                                    | Xin đời một nụ cười (Bài 4)                                                  | Nam Lộc                                                          | Khánh Ly, Thế Sơn |
| 21  | 77                   | 30 năm viễn xứ                                                                    | Biết bao giờ trở lại (Bài 13)                                                | Ngô Thụy Miên                                                    | |
| 20  | 76                   | Xuân tha hương                                                                    | Xuân tha hương (Bài 1)                                                       | Phạm Đình Chương                                                 | |
| 19  | 75                   | Về miền Viễn Đông Journey to the Far East                                         | Tôi đi giữa hoàng hôn (Bài 24)                                               | Văn Phụng                                                        | |
| 18  | 74                   | Hoa bướm ngày xưa                                                                 | Em gắng chờ (Bài 4)                                                          | Huỳnh Anh                                                        | |
| 17  | 74                   | Hoa bướm ngày xưa                                                                 | Hoa Bướm Ngày Xưa (Bài 16)                                                   | Nguyễn Hiền                                                      | Như Quỳnh |
| 16  | 74                   | Hoa bướm ngày xưa                                                                 | Bừng Sáng (Bài 21)                                                           | Song Ngọc                                                        | Thế Sơn, Chí Tài |
| 15  | 73                   | Song ca đặc biệt - The Best of Duets                                              | Trở Về Mái Nhà Xưa (Bài 12)                                                  | Lời Việt: Phạm Duy                                               | Ngọc Hạ |
| 14  | 72                   | Tiếng hát từ nhịp tim                                                             | Đêm Đông (Bài 17)                                                            | Nguyễn Văn Thương, Kim Minh                                      | |
| 13  | 71                   | 20th Anniversary                                                                  | Thuở ấy có em (Bài 3)                                                        | Huỳnh Anh                                                        | |
| 12  | 70                   | Thu ca                                                                            | Rồi Mai Tôi Đưa Em (Bài 19)                                                  | Trường Sa                                                        | |
| 11  | 69                   | Nợ tình                                                                           | Xoá Hết Nợ Nần (Bài 1)                                                       | Thái Thịnh                                                       | Lương Tùng Quang, Don Hồ, Thế Sơn, Tommy Ngô |
| 10  | 69                   | Nợ tình                                                                           | Trả Lại Em Yêu (Bài 19)                                                      | Phạm Duy                                                         | Loan Châu |
| 9   | 68                   | Nửa vầng trăng                                                                    | Cõi Vắng (Bài 16)                                                            | Diệu Hương                                                       | |
| 8   | 67                   | In San Jose                                                                       | Áo Anh Sứt Chỉ Đường Tà (Bài 12)                                             | Thơ: Hữu Loan, Nhạc: Phạm Duy                                    | |
| 7   | 66                   | Người tình và quê hương                                                           | Nỗi đau từ đấy (Bài 20)                                                      | Ngô Thuỵ Miên                                                    | |
| 6   | 65                   | Yêu                                                                               | Khắc Khoải (Bài 13)                                                          | Diệu Hương                                                       | |
| 5   | 64                   | Đêm văn nghệ thính phòng                                                          | Nhạt nhoà (Bài 4)                                                            | Tuấn Khanh                                                       | |
| 4   | 63                   | Dòng thời gian                                                                    | Có bao giờ em hỏi (Bài 3)                                                    | Nhạc: Phạm Duy, Lời: Duyên Anh                                   | |
| 3   | 62                   | Âm nhạc không biên giới                                                           | Cô Láng Giềng (Bài 5)                                                        | Hoàng Quý                                                        | |
| 2   | 61                   | Sân khấu cuộc đời                                                                 | Đường em đi (Bài 15)                                                         | Phạm Duy                                                         | |
| 1   | 60                   | Thất tình                                                                         | Xin một ngày mai có nhau (Bài 10)                                            | Đức Huy                                                          | Trúc Quỳnh |

### Thúy Nga Music Box
| STT | Tên bài hát | Thể hiện với                       | Thúy Nga Music Box     | Năm  |
| --- | --- | ---------------------------------- | ---------------------- | ---- |
| 1   | Cõi Vắng (Diệu Hương) | Solo                               | Thúy Nga Music Box #17 | 2020 |
| 2   | Chợt Nhớ (Nhật Trung) | Lam Anh                            | Thúy Nga Music Box #17 | 2020 |
| 3   | Loan Mắt Nhung (Huỳnh Anh)                                                                                                   | Solo                               | Thúy Nga Music Box #17 | 2020 |
| 4   | Nơi Ánh Sáng Quay Về (Tùng Châu, Hamlet Trương)                                                                              | Lam Anh                            | Thúy Nga Music Box #17 | 2020 |
| 5   | Giáng Ngọc (Ngô Thụy Miên, thơ: Nguyên Sa)                                                                                   | Solo                               | Thúy Nga Music Box #17 | 2020 |
| 6   | LK Vũng Lầy Của Chúng Ta & Lời Gọi Chân Mây (Lê Uyên Phương)                                                                 | Lam Anh                            | Thúy Nga Music Box #17 | 2020 |
| 7   | Trăng Sơn Cước (Văn Phụng, Văn Khôi)                                                                                         | Lệ Thu, Phương Hồng Quế            | Thúy Nga Music Box #26 | 2021 |
| 8   | Thuyền Viễn Xứ (Phạm Duy, thơ: Huyền Chi)                                                                                    | Solo                               | Thúy Nga Music Box #26 | 2021 |
| 9   | Làm Sao Mà Quên Được (Phạm Duy)                                                                                              | Solo                               | Thúy Nga Music Box #26 | 2021 |
| 10  | Biết Bao Giờ Trở Lại (Ngô Thụy Miên)                                                                                         | Solo                               | Thúy Nga Music Box #26 | 2021 |
| 11  | Mưa Sàigòn, Mua Hà Nội (Phạm Đình Chương, thơ: Hoàng Anh Tuấn)                                                               | Lệ Thu, Phương Hồng Quế            | Thúy Nga Music Box #26 | 2021 |
| 12  | LK Tango / Bóng Chiều Xưa (Dương Thiệu Tước, Minh Trang), Bóng Chiều Tà (Nhật Bằng), Chiều (Dương Thiệu Tước, thơ: Hồ Dzếnh) | Lam Anh, Đình Bảo                  | Thúy Nga Music Box #35 | 2021 |
| 13  | Ai Về Sông Tương (Thông Đạt)                                                                                                 | Solo                               | Thúy Nga Music Box #35 | 2021 |
| 14  | Dư Âm (Nguyễn Văn Tý) | Solo                               | Thúy Nga Music Box #35 | 2021 |
| 15  | Tình Nghệ Sĩ (Đoàn Chuẩn, Từ Linh)                                                                                           | Lam Anh, Đình Bảo                  | Thúy Nga Music Box #35 | 2021 |
| 16  | Một Chiều Đông (Tuấn Khanh)                                                                                                  | Solo                               | Thúy Nga Music Box #41 | 2021 |
| 17  | Từ Đó Khôn Nguôi (Tuấn Khanh)                                                                                                | Solo                               | Thúy Nga Music Box #41 | 2021 |
| 18  | Nhạt Nhòa (Tuấn Khanh) | Ý Lan, Ngọc Anh                    | Thúy Nga Music Box #41 | 2021 |
| 19  | Bài Không Tên Số 8 (Vũ Thành An)                                                                                             | Trần Thu Hà, Ngọc Anh              | Thúy Nga Music Box #50 | 2022 |
| 20  | Tình Khúc Thứ Nhất (Vũ Thành An, thơ: Nguyễn Đình Toàn)                                                                      | Solo                               | Thúy Nga Music Box #50 | 2022 |
| 21  | Tình Xưa Gái Huế (Vũ Thành An)                                                                                               | Solo                               | Thúy Nga Music Box #50 | 2022 |
| 22  | Bài Không Tên Số 2 (Vũ Thành An)                                                                                             | Trần Thu Hà                        | Thúy Nga Music Box #50 | 2022 |
| 23  | Đời Đá Vàng (Vũ Thành An) | Trần Thu Hà, Ngọc Anh, Vũ Thành An | Thúy Nga Music Box #50 | 2022 |
| 24  | Xin Còn Gọi Tên Nhau (Trường Sa)                                                                                             | Lam Anh, Bằng Kiều                 | Thúy Nga Music Box #52 | 2022 |
| 25  | Những Mùa Thu Qua Trên Cuộc Tình Tôi (Trường Sa)                                                                             | Solo                               | Thúy Nga Music Box #52 | 2022 |
| 26  | Một Thoáng Mơ Phai (Trường Sa)                                                                                               | Solo                               | Thúy Nga Music Box #52 | 2022 |
| 27  | Rồi Mai Tôi Đưa Em (Trường Sa)                                                                                               | Lam Anh                            | Thúy Nga Music Box #52 | 2022 |
| 28  | Mùa Thu Trong Mưa (Trường Sa)                                                                                                | Lam Anh, Bằng Kiều                 | Thúy Nga Music Box #52 | 2022 |